# Andrej Arsenjevič Tarkovski
Andrej Arsenjevič Tarkovski (rusko Андре́й Арсе́ньевич Тарко́вский), ruski in sovjetski filmski režiser, operni režiser, igralec in pisatelj, * 4. april 1932, Zavražje (sedaj Rusija), † 29. december 1986, Pariz.
Tarkovski velja za enega največjih ruskih in svetovnih cinéastov, ki je imel izjemen vpliv za nadaljnji razvoj filma. Glede na They shoot pictures, don't they? spada med 100 najboljših režiserjev vseh časov in je tako postavljen ob bok ostalim velikanom filma, kot so Bergman, Godard, Welles, Hitchcock in Fellini.
V Sovjetski zvezi je posnel vse svoje filme z izjemo zadnjih dveh – Nostalgija v Italiji in Žrtvovanje na Švedskem. Sicer je osrednja tema in vodilo v njegovih delih skoraj brez izjeme krščanska duhovnost in vprašanja metafizike, ki so mojstrsko vpeti v nekonvencionalno dramsko shemo in polni dolgih, umirjenih, kontemplativnih prizorov, običajno iz narave.
Njegov prvi celovečerec je bil film o vojni siroti Ivanovo otroštvo (Иваново детство), ki mu je prinesel svetovno slavo in beneškega zlatega leva leta 1962. To je film o otroku, ki je bil prisiljen prezgodaj odrasti v vojaka in se sooča s spomini na prejšnje lahkotno otroštvo, bolečino ob izgubi matere in silno maščevalnostjo proti Sovražniku.
Leta 1965 je posnel naslednji film, Andrej Rubljov, o slikarju ikon Rubljovu iz 15. stoletja. Zaradi cenzure ga je večkrat predeloval in nekatere kadre izrezal, tako da je bil v SZ predvajan šele leta 1971.
Leta 1972 je bil končan znanstvenofantastični film Solaris po adaptaciji istoimenske knjige poljskega pisatelja Stanisława Lema. Kasneje je bil posnet tudi ameriški remejk z Georgeom Clooneyjem v glavni vlogi. Stalker je bil zadnji film, ki ga je posnel v SZ leta 1979 po znanstvenofantastičnem romanu Piknik na robu ceste (Пикник на обочине) bratov Strugacki iz leta 1972. Nato je v tujini posnel še Nostalgijo in Žrtvovanje.

## Priznanja

### Nagrade in časti
Za svoje delo je prejel več nagrad, med drugim zlatega leva na Beneškem filmskem festivalu (Mostri), nakajkrat veliko nagado FIPRESCI, Grand Prix Spécial du Jury v Cannesu in nagrado Bafte za najboljši tujejezični film. Dvakrat je bil nominiran za zlato palmo.
Zaradi nastrojenosti komunistične oblasti v SZ proti Tarkovskemu je bil uradno priznan in sprejet v domovini šele po Glasnosti in Perestrojki. Tako je leta 1989 in 1990 posthumno prejel Državno nagrado ZSSR (Госуда́рственная пре́мия СССР) in Leninovo nagrado. V njegovo čast od leta 1989 Moskovski filmski festival podeljuje nagrado Tarkovskega.

### Poimenovanja
Ime je 'posodil' tudi asteroidu notranjega dela asteroidnega pasu 3345 Tarkovskij. Odkrila ga je Ljudmila Karačkina 23. decembra 1982 na Krimskem astrofizkalnem observatoriju.